# Richard Bennett (Menschenrechtsexperte)
Richard Bennett (* vor 1985) ist ein neuseeländischer Menschenrechtsexperte. Er ist seit 2022 UN-Sonderberichterstatter zur Situation in Afghanistan nach der erneuten Machtübernahme durch die Taliban.

## Karriere
Bennett diente den Vereinten Nationen als Repräsentant des UN-Hochkommissars für Menschenrechte und Leiter der Menschenrechtskomponenten an den Friedenssicherungs-Einsätzen in Sierra Leone, Timor-Leste, und Südsudan, auch zweimal in Afghanistan (2003 bis 2007 und 2018 bis 2019). Eine Zeit lang war er Berater der unabhängigen afghanischen Menschenrechtskommission.
Von 2007 bis 2010 war Bennett Repräsentant des UN-Hochkommissars für Menschenrechte in Nepal und Leiter des OHCHR-Büros dort. Er war auch Stabschef des Sri-Lanka-Experten-Panels des UN-Generalsekretärs und Sonderberater beim OHCHR in New York.
Bennett arbeitete von 2014 bis 2017 für Amnesty International, zunächst als Programmdirektor für Asien und den Pazifikraum, später als Leiter des Büros bei den UN in New York. Seit Mitte 2019 arbeitete er als Berater für UN-Menschenrechtsprojekte in Afghanistan, Myanmar und New York.
Bennett ist gegenwärtig als Gastprofessor am Raoul Wallenberg Institute im schwedischen Lund tätig.
Bennett hatte in Afghanistan verschiedene Aufgaben, darunter auch als Chief of the Human Rights Service bei der Unterstützungsmission der Vereinten Nationen in Afghanistan (UNAMA). Wichtiger Teil seiner Arbeit war dabei immer der Schutz und die Förderung der Menschenrechte wie Schutz der Zivilbevölkerung, Weiterentwicklung des Justizsystems, Kinderrechte, Rechtsstaatlichkeit, Minderheitsrechte, Schutz von Menschenrechtsaktivisten und eine Vielzahl ökonomischer, sozialer und kultureller Rechte.

## Sonderberichterstatter für Afghanistan
Am 7. Oktober 2021 verabschiedete der UN-Menschenrechtsrat in der Resolution 48/1 das Mandat für einen UN-Sonderberichterstatter für Afghanistan, nachdem die Taliban im August 2021 die Kontrolle im Land wieder übernommen hatten. Das Mandat für Afghanistan hatte es bereits bis 2005 gegeben. Richard Bennett wurde am 1. April 2022 zum ersten Mandatsträger ernannt und trat das Amt am 1. Mai 2022 an.
Im August 2022 berichtete er, dass sich die Menschenrechtslage in Afghanistan seit der Machtübernahme der Taliban sich kontinuierlich verschlechtert habe. Die Rechte der Frauen würden massiv unterdrückt, religiöse und ethnische Minderheiten verfolgt, das Verschwindenlassen von Personen sei weit verbreitet, ebenso Hinrichtungen ohne Gerichtsverfahren, willkürliche Inhaftierungen und Folter. Es herrsche ein hartes Vorgehen gegen die Medien und jede Form von Protest. Afghanistan sei das einzige Land, in dem Mädchen keine weiterführende Schule besuchen dürften und Frauen von der Universität ausgeschlossen seien. Die fortwährenden Unruhen hätten außerdem eine humanitäre Krise herbeigeführt, da der Zugang zu lebenswichtigen Ressourcen fehle und Nahrungsmittel, Wasser und medizinische Versorgung seien Mangelware. Besonders gefährlich ist das für vulnerable Personen wie Kinder und ältere Menschen. Die Rückkehr der Taliban an die Macht habe alle Fortschritte zunichtegemacht, die in den beiden vergangenen Jahrzehnten bei der Wahrnehmung grundlegender Menschenrechte und Freiheiten erzielt wurden.
In seinem Bericht vom 9. Februar 2023 zählte er wiederum schwerwiegende Missstände auf und stellte fest, dass die systematische Verletzung der Rechte von Frauen und Mädchen „Normalität“ geworden sei. Die diskriminierende Verweigerung der grundlegenden Menschenrechte von Frauen und Mädchen könne auf eine geschlechtsspezifische Verfolgung hinauslaufen, ein Verbrechen gegen die Menschlichkeit.
Die Anschläge auf Hazara, Schiiten und andere religiöse Minderheiten hätten sich fortgesetzt. Bennett dokumentierte auch die schwerwiegenden Auswirkungen der Wirtschaftskrise auf die Menschenrechte, die durch internationale Sanktionen und den plötzlichen Wegfall der ausländischen Hilfe noch verschärft würden. Schätzungsweise 18,9 Millionen Afghanen – die Hälfte der Bevölkerung – litten unter akuter Nahrungsmittelknappheit. Diese ernste humanitäre Krise würde durch die Weigerung der Taliban, Frauen arbeiten zu lassen, noch verschärft.